# Nokia X3
 (janvier 2021).
Si vous disposez d'ouvrages ou d'articles de référence ou si vous connaissez des sites web de qualité traitant du thème abordé ici, merci de compléter l'article en donnant les références utiles à sa vérifiabilité et en les liant à la section « Notes et références ».
Le Nokia X3 est un smartphone sorti fin 2009 produit par Nokia. Il comporte des haut-parleurs stéréo, la radio FM, un lecteur multimédia, un appareil photo de 3.2 mégapixels. Il comporte le système d'exploitation S40 (6e édition). Il ne comporte pas de Wi-Fi ni de GPS et son écran est non tactile. C'est l'un des téléphones de Nokia Xseries comme Nokia X6.

## Caractéristiques
- Système d'exploitation Symbian OS S40 6e édition
- Taille : 96 × 49,3 × 14,1 mm
- Poids : 103 g
- Volume : 65,8 cm3
- Forme : slider
- Réseau : GSM 4 bandes 850/900/1800/1900 MHz, EDGE
- Écran : 2.2 pouces QVGA (240 x 320 pixels) avec 262000 couleurs
- Appareil photo: 3.2 mégapixels avec autofocus, Flash DEL et zoom de X4
- Enregistrement vidéo en qualité QVGA avec 30 images par seconde
- Mémoire : 70 Mo avec  carte  MicroSD de 2 Go inclus
- autonomie : en communications : 7.5 h
- autonomie : en veille : 380 h
- autonomie : en écoute de musique : 26 h
- Prise Jack 3,5 mm
- Connectivité : Bluetooth 2.1, microUSB
- Supporte : mp3, midi, 64 sonneries polyphoniques
- Batterie : Li-ion de 860 mAh
- DAS: 0,73 W/kg.